# Alejandro Heredia
Alejandro Heredia (San Miguel de Tucumán, 1788 - Lules, provincia de Tucumán, 12 de noviembre de 1838) fue un militar y político argentino. Participó en la guerra de independencia y fue gobernador y caudillo de la provincia de Tucumán.

## Heredia en el Ejército del Norte
Era hijo de José Pascual Heredia, alcalde del partido de las Trancas, y de Alejandra Acosta. Educado en el Superior Colegio de Nuestra Señora de Loreto en Córdoba, se doctoró en derecho civil y canónico en la Universidad de Córdoba en 1808. Se incorporó al Ejército del Norte en 1810 y luchó en la batalla de Huaqui; fue uno de los oficiales enjuiciados por la derrota, juicio que le insumió casi un año.
Se reincorporó al Ejército después de la batalla de Tucumán y fue uno de los principales lugartenientes del general Manuel Belgrano, destacándose en las batallas de Salta, Vilcapugio, Ayohúma, Puesto del Marqués, Venta y Media y Sipe Sipe. En este último encuentro resultó gravemente herido.
Tras su convalecencia, en julio de 1816 el Congreso de Tucumán le envió a La Rioja a restablecer el gobierno. Al año siguiente se desempeñó como jefe de fronteras en Santiago del Estero. En 1819 fue elevado al rango de teniente coronel.
Comenzó a descollar en 1820, cuando fue, junto a Juan Bautista Bustos y José María Paz, uno de los líderes del llamado motín de Arequito, por el cual el ejército patriota se negaba a combatir en una guerra fratricida entre unitarios y federales. El 20 de abril de 1820, en Zárate, localidad de Trancas, Tucumán, contrae matrimonio con la salteña Juana Josefa Cornejo Medeyros, llamada Juanita, –hija del coronel Juan José Fernández Cornejo y Gertrudis Medeyros– con quien tuvo cinco hijos: Pascuala, María de la Concepción, María Dolores, Carolina y Máximo Alejandro. Su hermano Felipe Heredia se casó con Manuela Cornejo, hermana de su esposa.
Luego, se retiró con el Ejército a Córdoba, donde unos meses después, el gobernador Bustos lo envió a unirse al ejército de Martín Miguel de Güemes, al que se unió después de sufrir importantes deserciones. Dado que Güemes necesitaba las armas que tenía en su poder Bernabé Aráoz, gobernador de Tucumán y como este se las negara, el caudillo salteño le declaró la guerra. Al frente del ejército salteño, Heredia fue derrotado en la batalla de Rincón de Marlopa. Eso lo apartó del ejército por varios años.

## El Congreso General Constituyente
En 1824 fue elegido representante en el Congreso Nacional Constituyente por su provincia (y luego por la de Salta) y tuvo activa participación en los debates; defendió la postura federal, pero no pudo impedir la llegada de Bernardino Rivadavia a la presidencia. En ese período fue padrino de estudios del joven Juan Bautista Alberdi, al que ayudó a ingresar al Colegio Nacional de Buenos Aires.
Se opuso a la Constitución de 1826 y al tratado de paz con el Imperio del Brasil, por el que se reconocía la pérdida de la Banda Oriental; también intentó salvar la provincia de Tarija de ser incorporada a Bolivia.
En agosto de 1827 cayó el Congreso, y el nuevo gobernador porteño, Manuel Dorrego, lo envió a las provincias de Catamarca, La Rioja y Salta a coordinar la próxima reunión de un congreso y la organización de refuerzos para continuar la guerra contra el Brasil.
Mientras duró la guerra civil entre las provincias del partido federal y las de la Liga del Interior, dirigió una organización federal secreta en Salta. Apoyó el golpe de Estado que dio brevemente el poder a Pablo Latorre en esa provincia en 1830, pero que fracasó poco después. De todos modos fue diputado provincial desde febrero del año siguiente.

## Gobernador de Tucumán
Cuando en noviembre de 1831, el jefe unitario Lamadrid fue derrotado en la batalla de La Ciudadela, la legislatura salteña envió una embajada al general vencedor, Facundo Quiroga, formada por Francisco de Gurruchaga y el general Heredia, con la cual se firmó un tratado por el que se declaraba desaparecida la Liga del Interior. Tres meses después, el propio Quiroga organizó elecciones en la provincia de Tucumán –sin la participación del partido unitario–[cita requerida] que llevó a la gobernación a Heredia. Asumió a mediados de enero de 1832.
En su primer discurso llamó a la paz y la concordia entre los argentinos, invitando a los tucumanos a que 

"borremos para siempre la idea de la guerra, y que un olvido eterno sepulte horrores, equivocaciones y crímenes pasados."

 Realmente intentó mantener la concordia con los unitarios derrotados, se negó a encabezar los documentos oficiales con los acostumbrados "mueras" a los unitarios, protegía a los moderados –como Alberdi, Avellaneda y Marcos Paz, y siguió pidiendo la organización constitucional del país. Era aliado de los jefes del partido federal, es decir, de Quiroga, Estanislao López, Juan Felipe Ibarra y Juan Manuel de Rosas, de los cuales el último llegaría gradualmente a dominar a los otros.
Durante su gestión como gobernador de Tucumán impulsó la educación pública y la actividad cultural –creación de un orfeón y bibliotecas, o becas promocionales para intelectuales como Juan Bautista Alberdi y Marco Avellaneda. Prohibió los azotes a los alumnos, y fundó varias escuelas.
Instaló un correo oficial, levantó un censo general de población, reglamentó los festejos de carnaval, organizó la policía urbana y rural (antecedente de la actual Policía de Tucumán) y combatió la prostitución y el juego por azar y dinero. Promovió el ejercicio de la medicina, exigiendo prestaciones gratuitas a los pobres. Si bien era un gobierno ilustrado, en un rasgo curioso de egolatría, rebautizó la villa de Monteros, segunda en población en la provincia, con el nombre de Alejandría.[cita requerida] Promovió la construcción de escuelas rurales en parajes alejados de la provincia e instaló un sistema de postas y correos que agilizó la comunicación de toda la provincia. Promovió los primeros estudios sobre la potencialidad del cultivo de caña de azúcar en la provincia.
Todas estas medidas le ganaron prestigio en el noroeste argentino donde llegó a ser proclamado «Patriarca Federal del Norte», pero incrementaron los recelos de Rosas y los federales conservadores.

## El Protector del Norte
En agosto de 1833 apoyó una revolución en contra del gobernador salteño Latorre, quien tomó revancha al año siguiente apoyando la invasión del sobrino del general unitario Javier López. Heredia se hizo conceder las “facultades extraordinarias” para aplastar las rebeliones, pero las usó para lanzarse a la guerra contra Salta. En ese momento, la ciudad de Jujuy decidió anunciar su separación de la provincia de Salta con toda su jurisdicción, aprovechando la peligrosa situación en que estaba el gobierno de esta. Heredia exigió a Latorre que reconociera la autonomía jujeña.
Mientras Latorre intentaba detener la invasión que le llevó Heredia, el ejército jujeño lo derrotó en la batalla de Castañares y lo tomó prisionero. Poco después sería asesinado. Esta guerra causó la misión de Facundo Quiroga al norte, a pacificar las provincias, que por su mediación firmaron un tratado de paz entre todas las provincias del norte, en que también se reconocía la autonomía de la provincia de Jujuy.
De regreso, Quiroga fue asesinado por los hermanos Reynafé, aliados de Estanislao López. Eso llevó al ascenso de Rosas al gobierno porteño, la caída del prestigio y poder de López y el reemplazo del gobernador de Córdoba por otro adicto al gobernador porteño.
El único caudillo que logró aumentar su poder fue Heredia: en septiembre de 1835 invadió Catamarca y colocó un gobernador adicto a él. Y anexó los departamentos del oeste catamarqueño, Tinogasta, Andalgalá y Belén a la provincia de Tucumán –el de Santa María ya estaba incorporado a Tucumán desde el inicio de su gobierno.
A principios de 1836 se produjo la última invasión de Javier López y su sobrino Ángel, acompañados por Segundo Roca. Heredia los venció en Monte Grande, cerca de Famaillá y los tomó prisioneros; al día siguiente escribía a su ministro

«acabo de fusilar al general López y a su sobrino don Ángel, porque no he encontrado un punto seguro en la tierra para que en lo sucesivo no continúen haciendo males.»

Fue la única vez que usó sus facultades extraordinarias para ejecutar a alguien. El coronel Roca fue indultado a pedido de la hija de su ministro, que se casaría con él y serían los padres del futuro presidente Julio Argentino Roca.
Derrocó al gobernador de Jujuy, que había apoyado a los López y lo hizo reemplazar por el coronel Pablo Alemán, un uruguayo cuyo único mérito, según su detractores, era ser amigo de Heredia.[cita requerida] Y también reemplazó al gobernador de Salta, por su propio hermano Felipe Heredia. A mediados de 1836, las cinco provincias del noroeste (excepto Santiago del Estero) lo nombraron su protector.
En mayo de 1834 tras lograr la pacificación del Norte argentino y el fin de las guerras civiles fue nombrado por la cámara de representantes de Túcuman, Salta, Jujuy y Santiago del Estero como Protector del Norte, junto con el apoyo de importantes unitarios que aceptaban la nueva política de conciliación promovida por Heredia.

## Guerra contra la Confederación Perú-Boliviana
En 1837 estalló la guerra entre la Confederación Argentina y la Confederación Perú-Boliviana, tanto por el conflicto por la provincia de Tarija, como por el hecho de que tropas peruano-bolivianas invadieron la mayor parte de Jujuy, la Puna de Atacama y el norte de la provincia de Salta. Rosas nombró a Alejandro Heredia comandante del Ejército del Norte –un ejército argentino cuyas tropas estaban compuestas casi en su totalidad por bisoños soldados reclutas del Noroeste argentino– contra el “tirano Santa Cruz”. Contaba con 4000 soldados.
Su plan era recuperar Tarija y Tupiza rápidamente y atacar Potosí en otoño, a fin de que al enemigo le resultara difícil avanzar durante el invierno. Sus oficiales principales fueron Gregorio Paz y Manuel Virtu. Pero su ejército, improvisado y mal pertrechado, careció de todo apoyo logístico desde el resto de la Argentina –principalmente porque las fuerzas argentinas de las otras regiones debían afrontar otros graves conflictos: bloqueos y hostilidades franco-inglesas, ataques de los "colorados” y unitarios instalados en Montevideo, apoyados por Brasil, Francia e Inglaterra, y diversas tropas mercenarias. También las luchas entre la población gaucha de las provincias con las poblaciones de etnias indígenas por ese entonces no integradas en la incipiente Argentina mantuvieron ocupadas a las provincias.
Las operaciones militares al mando de Alejandro Heredia lograron, con muchas dificultades, liberar las zonas de Jujuy y de Salta que habían sido invadidas. Pero no pudieron recuperar Tarija, al tener que enfrentar tropas mucho más numerosas, descansadas y mejor dirigidas por expertos oficiales mercenarios como el general alemán Otto Philip Braun. Se lograron algunas victorias en posición defensiva, especialmente en Humahuaca, pero los avances fueron casi nulos.
Tras la ocupación de casi todo Jujuy y el norte de Salta por parte de los peruano-bolivianos estos pudieron establecer un fuerte dispositivo ante las contraofensivas de las provincias argentinas: los caminos más directos como el de la Quebrada de Humahuaca o el de Iruya o el bastante más difícil de la Puna de Atacama estaban bloqueados. Pero lo más grave quizás fue el paso del caudillo Eustaquio Méndez al bando peruano-boliviano ya que en esa época la Confederación Perú-Boliviana parecía ofrecer un estado mucho más rico, próspero y estable que el de la Confederación Argentina, que no parecía poder salir de la feroz guerra civil que azotaba al país en esa época.
Ante tantos obstáculos las tropas al mando de Heredia optaron por un rodeo de las zonas en donde era fuerte el enemigo, es decir un avance por el entonces casi desconocido Chaco hasta ingresar a Tarija, pero la bastante pequeña hueste argentina se encontró diezmada por las plagas que entonces presentaba la región chaqueña –paludismo, tripanosomiasis, amebiasis– y un calor tórrido extenuante. Las tropas argentinas del norte lograron reingresar a la región de Tarija pero fueron esperadas por tropas peruanobolivianas mucho más numerosas, bien alimentadas, frescas y descansadas en la cuesta Montenegro/Coyambuyo a poca distancia de la ciudad de Tarija. Para agravar las contrariedades que sufrieron las bisoñas tropas de la Confederación Argentina en Tarija, se encontraban allí refugiados muchos unitarios de origen argentino que no hesitaron en apoyar a los peruanobolivianos contra los federales argentinos.
Aunque la guerra no tuvo una conclusión clara, la derrota en Coyambuyo –llamada por los bolivianos y peruanos batalla de Montenegro, casi a las puertas de la ciudad de Tarija– significó un desprestigio para las tropas que lideraba Heredia y también para él mismo[cita requerida]. En la práctica, terminó en un empate, que sería resuelto más tarde por el ejército chileno en Yungay.
Para entonces Heredia contaba con un poderoso ejército. Sus milicias tucumanas en 1838 se componían de un batallón y diez regimientos de caballería, cada uno formado por dos, tres o más escuadrones de dos compañías de 62 hombres. Estas fuerzas consumían hasta el 60% de las erogaciones provinciales, pero permitieron al caudillo ejercer su «Protectorado» sobre Jujuy, Salta y Catamarca a través de los 5000 hombres bajo su mando, veteranos de las campañas ininterrumpidas que se venían dando desde los inicios de su gobierno.

## El crimen de Lules
Como varios líderes unitarios conspiraron contra el ejército, Heredia los arrestó pero, en lugar de ejecutarlos, los desterró hacia Bolivia, con un decreto que explicaba que

ningún individuo está obligado a vivir en un país cuyo gobierno, instituciones y leyes no son conformes a sus intereses y sentimientos.

Protegida por el caudillo santiagueño Ibarra, la provincia de Catamarca se separó del protectorado, recuperando los departamentos del oeste.
Heredia nunca se enteraría: en los mismos días fue emboscado por una partida de oficiales, organizada por los opositores –uno de cuyos instigadores, aparentemente fue Marco Avellaneda– dirigidas por un capitán llamado Gabino Robles. Según el historiador tucumano, Carlos Paéz de la Torre, Alejandro Heredia habría abofeteado a Robles durante una noche de copas en la ciudad de Salta, ordenando que fuese detenido. Sin embargo, las pruebas relevadas por Mariano Maza, oficial federal que interrogó a Marco Avellaneda luego de ser capturado en su huida con posterioridad a la Batalla de Famaillá, confirmaron que los caballos que utilizó la partida que participó en el posterior asesinato de Heredia, habían sido provistos por el propio Avellaneda.
El asesinato de Heredia aconteció en el camino de San Pablo a dos leguas de San Miguel de Tucumán, cuando este se dirigía hacia su finca de Arcadia, Lules, en noviembre de 1838. Según el relato de Antonio Zinny,

«El general se asomaba por uno de los postigos y sabiendo cómo tratar el asunto dice: ¿Qué quiere usted, Robles? ¿Quiere usted el gobierno? Allí lo tiene usted ¿Quiere usted dinero? Le daré a usted cuanto necesite.» El asesino contesta: «No, cobarde, perverso, no quiero dinero, ni el gobierno: tu vida es lo que quiero, monstruo desgraciado; y nada más que tu vida.»

El gobernador brigadier doctor Alejandro Heredia, comandante en jefe del ejército argentino confederado de operaciones contra el general Santa Cruz, fue asesinado el 12 de noviembre de 1838, por una partida armada y encabezada por el comandante (coronel 20 años después) Gabino Robles, comandante Juan de Dios Paliza, Vicente Neyrot, José Casas y Gregorio Uriarte, en el punto llamado Los Lides, como a 3 leguas de la capital de Tucumán, yendo en carruaje, acompañado de su hijo, con dirección a su casa de campo.

Concluido el diálogo, Gabino Robles y la partida dispararon sobre Heredia y sus acompañantes, dejando solamente con vida a uno de los hijos del gobernador. El autor del asesinato, Gabino Robles, gozó por un tiempo de la protección del nuevo gobierno de signo unitario de Bernabé Piedrabuena, cuyo ministro de gobierno era, precisamente, Marco Avellaneda. Ante el silencio del gobierno de Juan Manuel de Rosas, el nuevo gobierno tucumano intentó consolidar un foco unitario en el norte del país. La certidumbre de que los federales no lo permitirían, provocó que Gabino Robles huyera hacia Bolivia donde se encontraban otros emigrados unitarios en Tupiza –en el territorio que Argentina reclamaba como parte de la Provincia de Tarija.
La muerte de Heredia comenzó las reacciones unitarias contra la dominación de Rosas en el interior, que desembocarían en la Coalición del Norte. Cuando esta fuera derrotada, el dominio de Rosas ya no tendría límites hasta la batalla de Caseros en el 3 de febrero de 1852.